# Чекмаев, Сергей Владимирович
Серге́й Влади́мирович Чекма́ев (род. 28 августа 1973, Москва, СССР) — российский писатель-фантаст, сценарист и литературный редактор.

## Биография
Сергей Чекмаев родился в Москве. По образованию — психотерапевт, IT-специалист. Литературной деятельностью начал заниматься с 2002 г.
На начало 2012 издано восемь романов, сборники романтической и фантастической прозы, а также более 400 рассказов, статей, эссе, тематических колонок и интервью в журналах, сборниках и антологиях.
Выдающийся деятель культуры и искусства России 2012.
Член Союза журналистов России и Международной журналистской ассоциации. Член Союза Литераторов России (с 2020 г. руководит сценарной секцией СЛ РФ).
Состоит в редколлегиях нескольких литературных журналов. Участвовал в создании и литературной обработке более 100 компьютерных и мобильных игр TimeZero, Destiny, Фрагория, StarQuake, W.E.L.L. Online, S.T.A.L.K.E.R., BioNet.Versus, LAVA Online, Теос: Желания Богини, Empire: Peripheral Wars, Prime World, World of Tanks, Geopolitika Online, Zemlayne, Lost Sector, EOS Online, Forbidden Game, Global Antiterror, WarLine, Sword vs Sword, Башня и море, Life is Feudal, Immortal Love 2, One Way, Hattori II, Мальчик и Лиса, Дети Неба, R.A.P.T., The Uncertain, Наша вселенная, Armored Warfare Assault, BomberKat, VRostland и многих других.
В прямом эфире интернет-телевидения «Живое ТВ» в 2007—2008 гг. выходила авторская программа «Точка отсчета».
C 2007 литературный редактор культовой радиопередачи Модель для сборки.
Автор-составитель 34 межавторских антологий в издательствах Яуза, Снежный Ком М, Тактикал пресс, АСТ и Эксмо, среди которых «2034: Войны на костях», «Зомби в СССР», «Ярость благородная», «Антитеррор 2020», «Русские против пришельцев», «Беспощадная толерантность», «Боги войны», «Либеральный апокалипсис», «Бестиариум: Дизельные мифы», «Семьи.net», «Империум» и другие.
Работает в жанре научной фантастики, нереалистической прозы, мистики.

## Награды
- премия «Бесобой» за литературную мистику 2006,
- премия от Союза Православных граждан 2006,
- премия лучшему автору проекта «Модель для сборки» от компании Samsung 2009,
- премия газеты «Солидарность» в номинации «Реальное будущее» 2011,
- Общественная премия «Байконур» 2011,
- премия «Меч Бастиона» 2012,
- премия «Роскон» в номинации «Лучший редактор-составитель» 2012 и 2013,
- премия им. В.Бугрова фестиваля «Аэлита» за «составительство и фантастиковедение» 2012,
- Выдающийся деятель культуры и искусств России 2012,
- Московская литературная премия (номинация «Общественная деятельность и культуртрегерство») 2020.

## Литературные труды

### Романы
- Везуха, (2004, 2005), АСТ
- Анафема[1], (2004), АСТ
- Носители Совести, (2005), АСТ
- Бремя Стагнатора, (2006), АСТ
- Везуха (2008, 2009), Эксмо, переиздание

### Авторские сборники
- Лебедь на обложке, (2005), АСТ
- Лебедь на обложке, (2007), АСТ, переиздание
- Очевидец[2], (2012), Снежный Ком М

### Новеллизации
- TimeZero. Пепел обетованный, (2008), Эксмо
- Война 2033. Пепел обетованный, (2010), Эксмо, Яуза, переиздание